# Trận Narva (1700)
Trận Narva (30 tháng 11 năm 1700, theo Lịch Gregorius) là một trận đánh quan trọng của Đại chiến Bắc Âu (1700 - 1721) giữa quân đội Đế quốc Thuỵ Điển dẫn dắt bởi vị vua trẻ Karl XII, khi đó mới khoảng 17, 18 tuổi và quân đội Nga. Dù chênh lệch lực lượng lên đến 3 lần (12,300 lính Thụy Điển đối đầu 37,000 quân Nga) nhưng với nhiệt huyết của tuổi trẻ và tài cầm quân xuất sắc của mình, Karl đã khiến cho Sa hoàng Nga Pyotr I và quân đội Nga phải nể sợ. Trong cơn mưa tuyết dữ dội, hai bên đã giao chiến ác liệt với nhau. Cuối cùng, Thụy Điển đã giành được chiến thắng quyết định mà chỉ mất chưa đến 700 quân và khoảng 1,250 quân bị thương. Trong khi đó Nga bị mất đến 9,000 quân, 20,000 quân bị thương và bị bắt, khiến cho vua Pyotr I phải "há hốc mồm sửng sốt", làm cho danh tiếng của Karl và Quân đội Karoliner Thụy Điển nổi lên như khắp châu Âu chỉ sau một trận đánh.
Tuy nhiên, chính chiến thắng này đã làm cho Karl khinh thường quân Nga và Sa hoàng Pyotr I nhiều hơn, dẫn tới việc khi Karl bắt đầu xâm lược Nga, quân đội của ông đã bị kế sách "vườn không nhà trống" của Pyotr I làm cho kiệt quệ, rồi thất bại trận Lesnaya (1708) và Trận Poltava (1709) và bị phá sản, khiến cho vua Karl khi trốn sang Đế quốc Ottoman chỉ còn trong tay vỏn vẹn 600 quân.
Sau thất bại này, vua Pyotr và quân đội Nga đã trở nên mạnh mẽ hơn. 4 năm sau, Pyotr đã rửa được mối hận năm nào bằng việc chiếm được Narva năm 1704.

## Bối cảnh lịch sử
Bài chi tiết: Đại chiến Bắc Âu (1700-1721)
Sau khi đồng minh của Nga là Đan Mạch và Khối thịnh vượng chung Ba Lan-Lietuva (Ba Lan và Litva ngày nay) tuyên chiến bất ngờ với Thụy Điển, mà khởi điểm là tham vọng chiếm Livonia của August II của Ba Lan, cuộc đại chiến Bắc Âu kéo dài 21 năm đã bắt đầu. Trong thời điểm này, Nga vẫn đang sốt ruột chờ quyết định ký hiệp ước hòa bình của Đế quốc Ottoman, mà trước đó hai nước này đã có hiềm khích. Sau khi hai bên đã ký kết hiệp ước, ngày 9 tháng 8 năm 1700, Nga tuyên chiến với Thụy Điển để hỗ trợ cho đồng minh, đồng thời chiếm lại hai tỉnh Ingria và Karelia. Để đảm bảo kế hoạch chiếm lấy hai tỉnh này thành công, Nga phải kiểm soát Narva trước tiên (Narva không phải là mục tiêu ban đầu của vua Pyotr).
Vua Karl XII của Thụy Điển (lên ngôi năm 1697) quyết định đáp trả lại những hành động tuyên chiến ngu xuẩn của phe Đồng minh. Trước hết, ông yêu cầu hậu phương đúc vũ khí, quyên góp tiền để phục vụ quân đội, chiêu mộ thêm binh sĩ, huấn luyện lính tinh nhuệ,v.v... Ngoài ra, ông còn cho vơ vét hết toàn bộ Ngân khố Hoàng gia, khiến tài chính bị khánh kiệt. Sau khi gom góp đủ lực lượng, ông cho quân đội tấn công quân Ba Lan, khi đó đang trên đường xâm lược Livonia.
Sau khi đập tan Ba Lan và Đan Mạch chỉ trong chớp nhoáng mà gần như không mất một giọt máu, Karl quyết định quay lại chống Nga. Khi biết vua Pyotr sắp đến Narva, ông đã cho chuẩn bị gia cố thành càng sớm càng tốt. Với khoảng 12,000 quân Thụy Điển đối đầu với 37,000 quân Nga trước mặt, không gì là không thể đối với vị vua trẻ này,

## Sự chuẩn bị

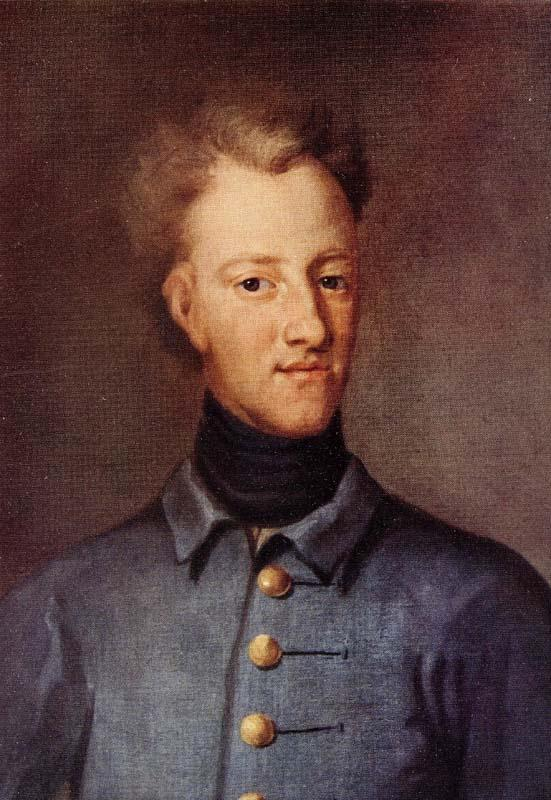
Karl XII của Thụy Điển

### Thụy Điển
Đích thân Karl lên làm Tổng chỉ huy Quân Thụy Điển, hỗ trợ cùng ông có Thống chế Carl Gustav Rehnsklold và Chỉ huy Kỵ binh Otto Vellingk. Riêng Vellingk, ông là một chỉ huy nhiều kinh nghiệm, tham gia nhiều trận đánh và chiến dịch lớn và là người quan trọng trong quân Thụy Điển.
Ngày 29 tháng 11 năm 1700 (theo Lịch Gregorius) hay 18 tháng 11 năm 1700 (theo Lịch Julius), Karl đã đến pháo đài Narva cùng với quân của mình. Ông cho khoảng 10,000 quân bảo vệ phần ngoài thành, và khoảng 1,800 lính khác bảo vệ bên trong pháo đài cùng gần 300 pháo các loại. Trước đó, do không chắc thành còn hay không, nên ông đã cho bắn pháo để ra hiệu. Rất may, thành vẫn thuộc quyền kiểm soát của quân Thụy Điển và họ đã bắn một phát đạn để phản hồi. Sau đó, Karl và bộ chỉ huy đã xác định vị trí của quân Nga để lên kế hoạch tác chiến, khi biết địch đã ập tới.
Về phần pháo binh, ông giao quyền chỉ huy cho Johan Sloblad, một chỉ huy pháo binh với 40 năm kinh nghiệm tác chiến trên chiến trường. Dưới sự giám sát của đoàn khinh kỵ binh Thụy Điển, ông khẩn trương cho đặt pháo binh ở một vị trí khá thuận lợi để tấn công.

### Nga

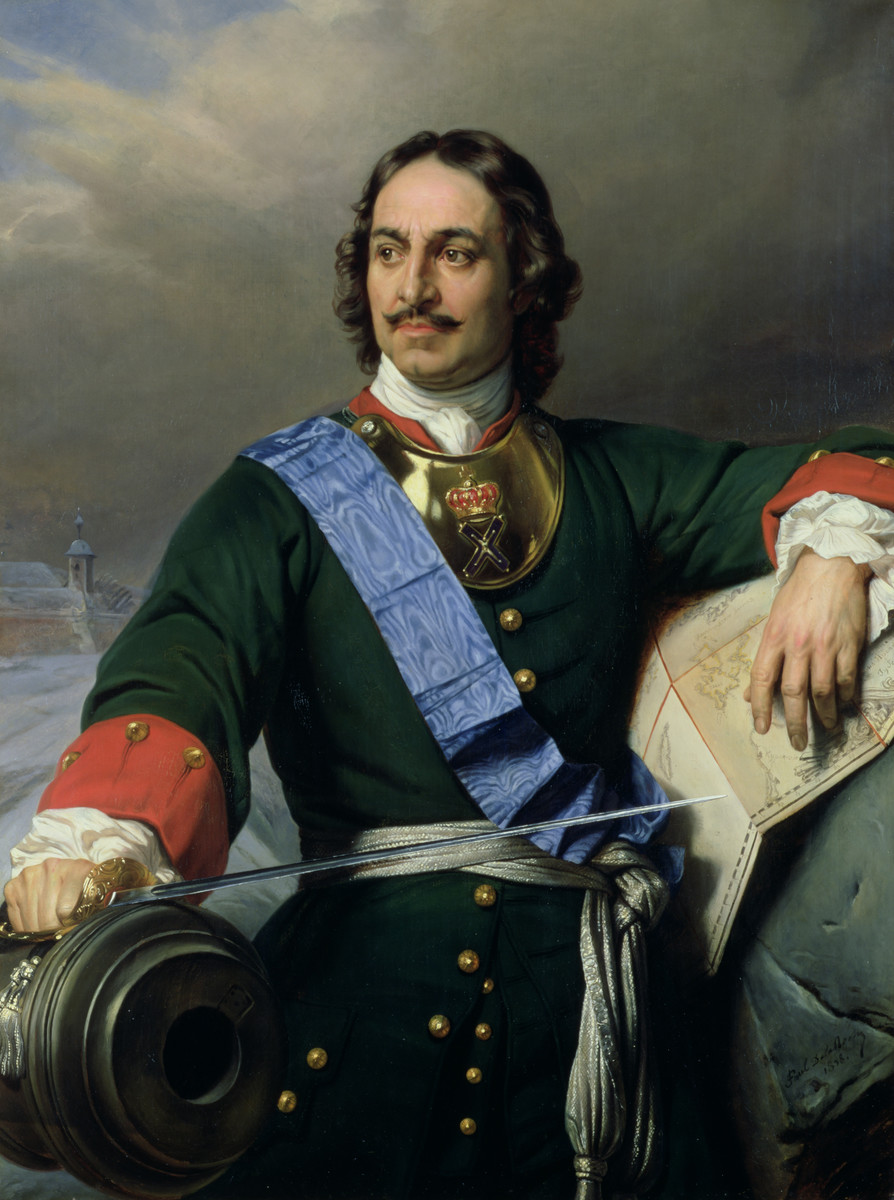
Pyotr I của Nga

Về phía Nga, họ cũng đã có những sự chuẩn bị. Trước khi trận đánh diễn ra, Pyotr do bận việc triều chính nên phải quay về, thay thế ông là tướng De Croy, một tướng quân thiếu kinh nghiệm, và cũng không phải là người Nga. Trên thực tế, ông chỉ là người được August II của Ba Lan cử đến, chỉ để xin vua Pyotr một sư đoàn Nga tinh nhuệ. De Croy "thiếu kinh nghiệm" đó chưa một lần nào chỉ huy bất kì ai trên chiến trường, và trước khi trận đánh diễn ra, ông không muốn nhận lời cho đến khi Pyotr mời ông một ly rượu để khích lệ tinh thần.
Ngoài De Croy ra, Pyotr còn để lại quyền chỉ huy cho Fyodor Golovin, một Nguyên soái Nga. Một tướng khác của Pyotr cũng tham gia trong trận đánh này là Boris Petrovich Sheremetev. Dù ông là người có nhiều kinh nghiệm, và đã có công trong Chiến tranh Nga-Thổ Nhĩ Kỳ, tuy vậy ông chỉ được Pyotr xếp cho làm chỉ huy một sư đoàn kỵ binh lê dương.
Quân Nga chia quân ra làm ba phía, lần lượt do các tướng Avtonom Golovin, Trubetskov và Weide chỉ huy. Cả ba đều sinh vào năm 1667, và khả năng cầm quân của họ bị hạn chế do họ chỉ tham gia vào Hai cuộc công thành Azov của Thổ Nhĩ Kì năm 1697. Nhưng Pyotr lại chọn ba người đó vì họ từng phục vụ trong poteshnye voiska (Quân đội Đồ chơi) ưa thích của Pyotr.
Về phần pháo binh, ông giao quyền cho Hoàng tử Alexander xứ Imereti, vừa là một chỉ huy pháo binh 26 tuổi, một trong những người thân cận với vua Pyotr. Tuy vậy kinh nghiệm của ông lại không nhiều, chỉ gói gọn trong bảy tháng học về pháo binh tại Hague năm 1697. Tháng 5 năm 1700, sau khi về Moskva, ông gần như ngay lập tức được thăng lên chức vụ cao nhất trong quân đội Nga. Do bị thiếu kinh nghiệm nên ông đã không thể chỉ huy pháo binh một cách hiệu quả trong trận đánh này.

## Trận đánh

### Diễn biến

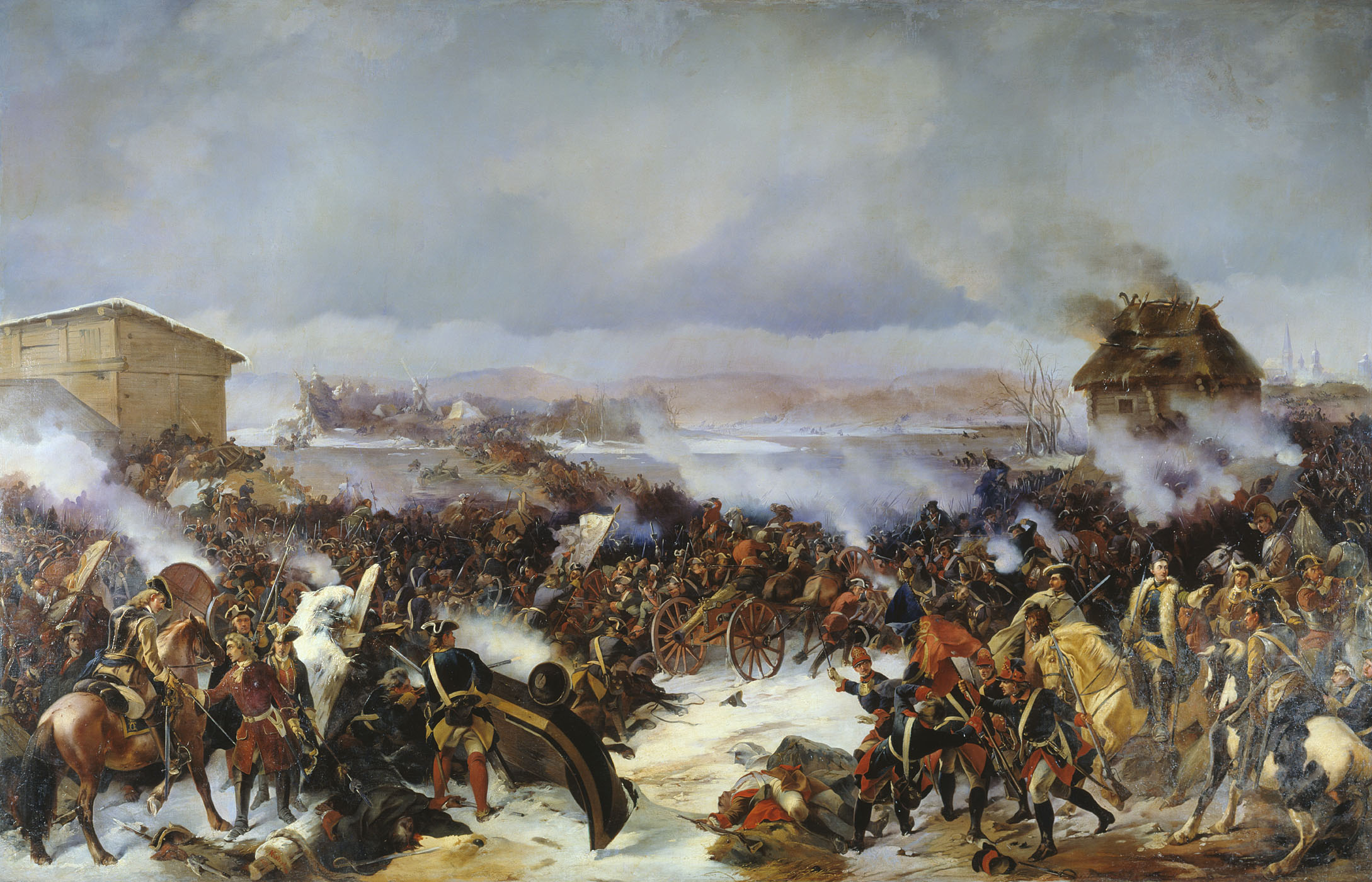
Họa phẩm trận Narva năm 1700

Vào tầm 2 giờ chiều, hai bên đã tập trung lực lượng xong xuôi và chuẩn bị tấn công. Thế nhưng, trời bắt đầu kéo mây đen ồ ạt, rồi một cơn mưa tuyết lớn trút xuống đầu binh sĩ hai bên. Tuyết quá lớn khiến cho pháo binh và súng trường của hai bên gần như không thể bắn được. Thế là trận đánh phải bị trì hoãn một lúc.
Trong giây phút ấy, các tướng của Karl đã yêu cầu nhà vua hãy trì hoãn cuộc tấn công cho đến khi hết bão do lo sợ sẽ bị tổn thất lớn vì trời mưa tuyết. Thế nhưng, ông Trời đã phù hộ cho quân Thụy Điển. Ngay lúc đó, gió vô tình đổi chiều, và tuyết rơi đập thẳng vào mắt của quân Nga. Karl và binh sĩ bây giờ không còn bị tuyết làm chắn tầm nhìn nữa. Theo suy tính của Karl, do tuyết đã đổi hướng sang phía quân Nga, nên địch sẽ bị mất tầm nhìn, không thể thấy gì hết. Khi đó, phát động một cuộc đột kích bất ngờ vào quân địch là rất phù hợp. Và rồi, vị vua trẻ của Thụy Điển ra lệnh cho binh sĩ của mình tấn công.
Thoạt đầu, Karl cho hai sư đoàn bộ binh tấn công chớp nhoáng. Trước mắt của những người lính Nga, họ không tin được chuyện gì đã xảy ra. Và khi họ bị quân Thụy Điển tấn công, họ chỉ như "đám cỏ dại ngoài đường chờ bị cắt rồi đem đi đốt." Ban đầu, quân Nga cố kháng cự trước đợt tấn công này và cũng giết được khoảng vài chục binh lính Thụy Điển. Tuy nhiên, với máu của Người Viking chảy trong huyết quản, quân Thụy Điển dùng súng lắp lưỡi lê và xông vào hàng ngũ quân Nga. Một cuộc thảm sát - theo đúng nghĩa, đã bắt đầu.

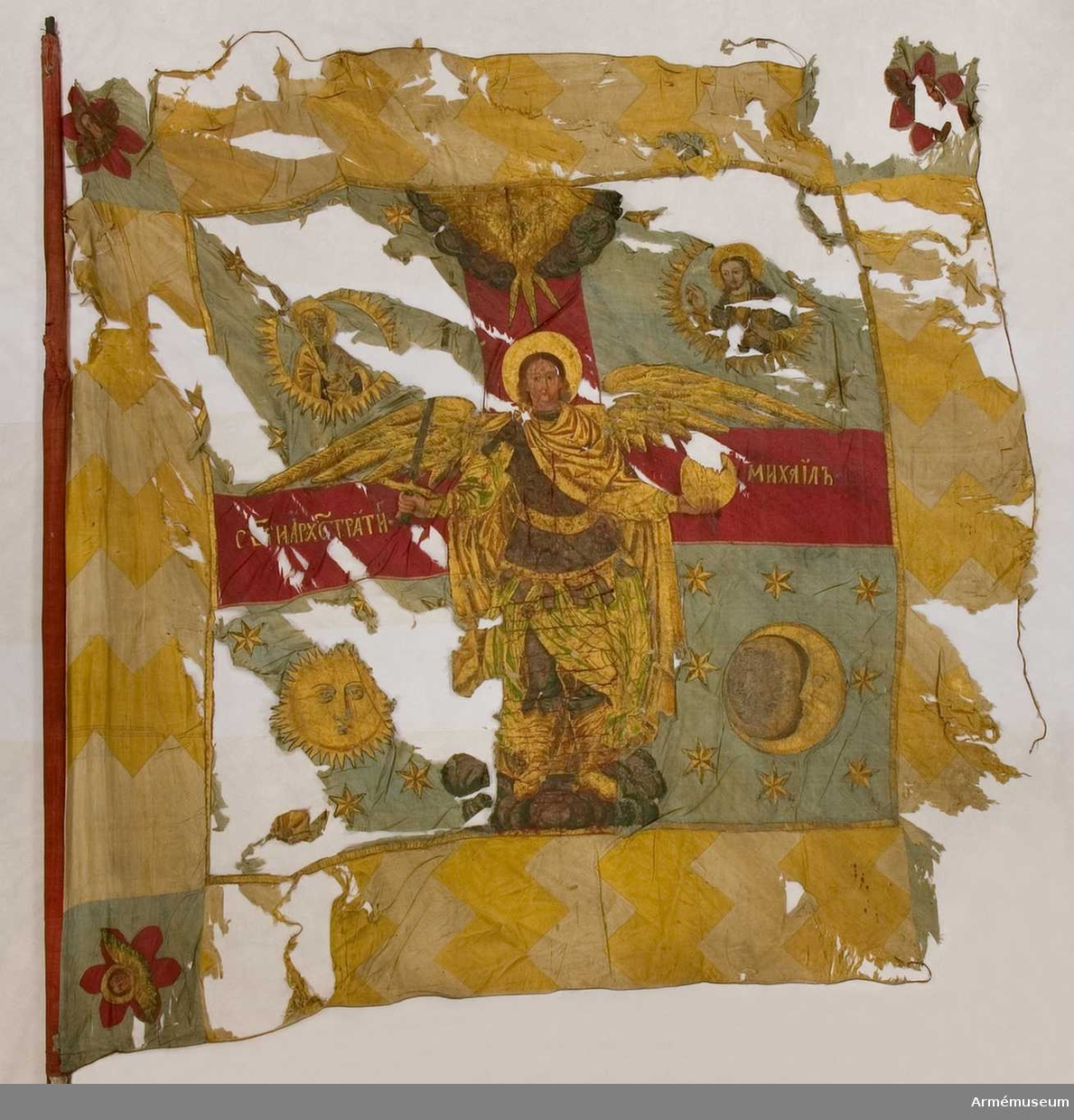
Một lá cờ của quân Nga bị Thụy Điển tịch thu trong trận Narva năm 1700

Theo kế hoạch, quân Thụy Điển đi dọc theo phía Nam và phía Bắc của hàng ngũ địch và bắt đầu xáo trộn quân Nga. Lính Thụy Điển giết không tha bất kì lính Nga nào trước mặt. Những người lính Nga "thiếu kinh nghiệm" ấy chỉ là "rơm cỏ" để cho "linh dương" Thụy Điển xâu xé, giẫm đạp. Trong trận đánh ngày hôm đó, chỉ có sự hỗn loạn và thảm cảnh kinh hoàng là duy nhất.
Những người lính Nga do không thể chịu đựng thảm cảnh kinh hoàng nên phải rút lui. Họ băng qua cây cầu Kamperholm, cây cầu duy nhất bắc qua sông Navora. Thế nhưng, do không thể chịu đựng sức nặng của mấy ngàn binh lính Nga đang hoảng loạn, nó đã bị sập, và hàng nghìn lính Nga đã chết cóng dưới làn nước băng giá.
Về phía tay phải (hoặc phía Bắc) của quân Nga, chỉ có hai lữ đoàn "Tương lai" (Lữ đoàn Preobrazhensky và Semyonovsky) là vẫn còn tiếp tục thi hành quân lệnh. Họ dàn quân thành trận hình ô vuông, dùng những xe goòng vận tải bao quanh trận hình để chống lại sức tấn công ồ ạt của quân Thụy Điển.
Không ngại khó khăn, Karl thân chinh đem quân phá trận hình quân Nga và cổ vũ tinh thần binh sĩ. Thế nhưng, do đụng phải sự kháng cự quyết liệt từ phía đối phương, quân Thụy Điển phải rút về. Bản thân con ngựa mà Karl cưỡi trên lưng đã bị bắn chết.
Được khích lệ tinh thần, càng có nhiều tướng lĩnh và binh sĩ Nga quay lại để hỗ trợ cho hai lữ đoàn "ô vuông" đó, trong số đó có cả tướng Trubetskov và Golovin, bất chấp việc De Croy đã đầu hàng, và cả một số lính đang trên đường rút lui. Về phần tướng Weide ở cánh trái, mặc dù bị thương nặng trong lúc trận đánh đang bắt đầu, tuy nhiên ông vẫn cố gắng giữ cho binh sĩ của mình bình tĩnh, rồi chỉ huy cho quân Nga phản kích và đã thành công. Nhưng rồi sau đó, ông lại không thể hội quân với phần còn lại của quân Nga.

### Quân Nga đầu hàng

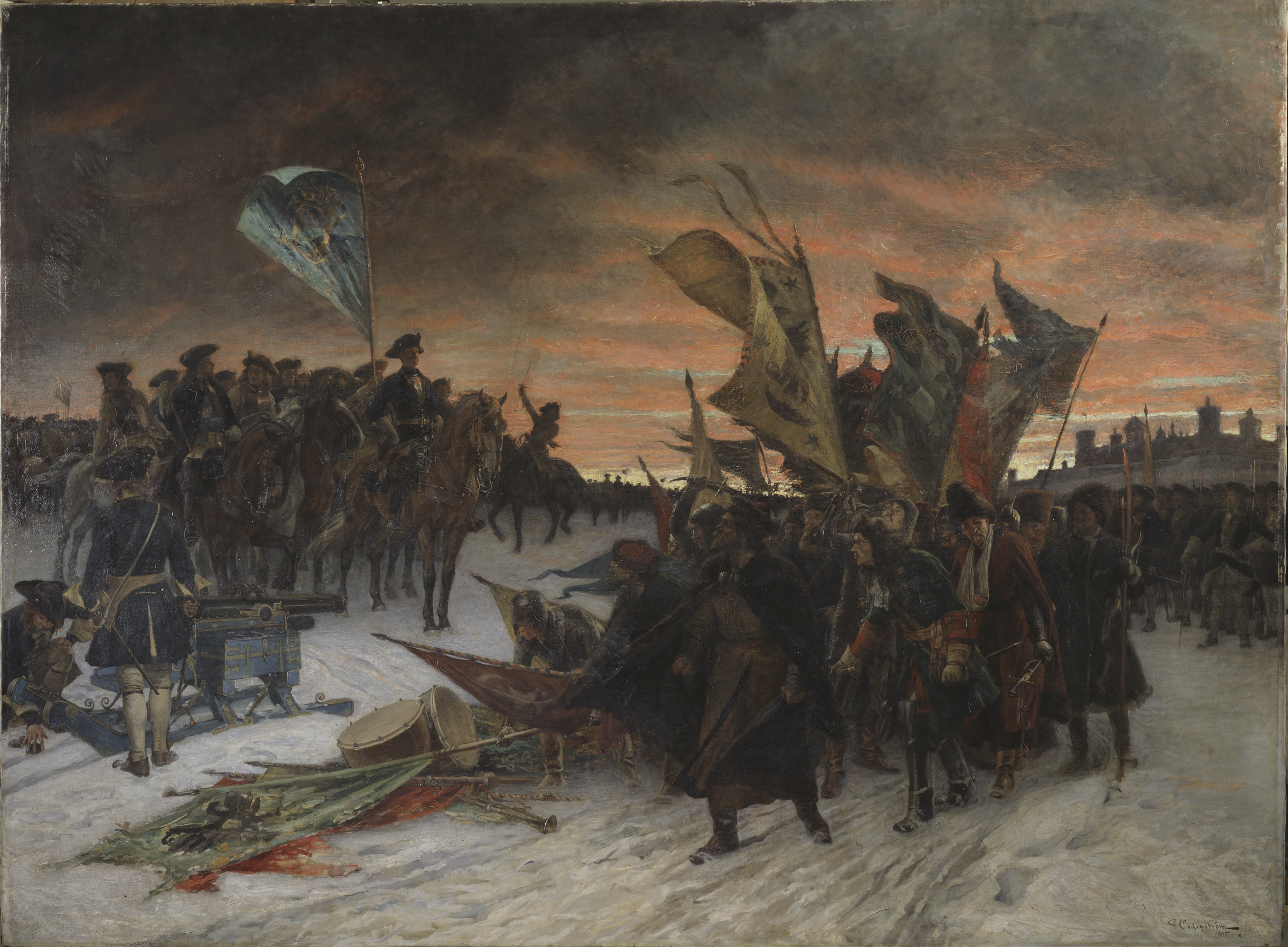
"Quân Nga đầu hàng vua Karl", một trong những họa phẩm nổi tiếng về trận Narva năm 1700

Sau khi bị quân Thụy Điển tấn công bất ngờ, nhiều binh lính và tướng sĩ Nga đã có ý định đầu hàng. Ngược lại, quân Thụy Điển đã bị kiệt sức và không thể tiếp tục truy sát đám tàn quân Nga còn lại. Cánh phải quân Nga đầu hàng nhanh nhất, và Karl đồng ý cho họ quay về nếu họ chấp nhận để lại quân kỳ và vũ khí. Sau đó, tướng Weide ở cánh trái đầu hàng theo sau và phải để lại hiệu kỳ và vũ khí. Toàn bộ xe goòng vận tải và pháo các loại của quân Nga đã bị Thụy Điển tịch thu.
Hai bên Thụy Điển và Nga đồng ý cùng nhau sửa lại cây cầu Kamperholm đã bị sập trước đó. Nhiều chỉ huy cấp cao của quân Nga lần lượt đầu hàng và Karl hứa sẽ cho họ quay về nếu có thể đáp ứng những yêu sách mà ông đưa ra. Tuy nhiên, sau đó, Karl đã nuốt lời và bắt họ làm tù binh. Việc này được giải thích bằng việc họ không chấp nhận lấy số bạc mà quân Nga trao cho để được vua Karl cho quay về.
Tướng Sheremetev cùng đoàn kỵ binh lê dương của mình băng qua bờ trái sông Narva để tới Syrensk (ngày nay là Vasknarva, Nga ngày nay). Sau đó, ông cùng binh lính chạy thoát khỏi quân Thụy Điển.

## Kết quả

### Chiến thắng của Thụy Điển
Thế là chỉ trong một buổi chiều, vị vua trẻ Karl XII cùng binh lính tinh nhuệ của mình đã phá tan quân đội của quốc gia lớn nhất thế giới - Nga. Chiến thắng này đã làm chấn động toàn cõi Châu Âu năm đó. Vua Pyotr phải "há hốc mồm sửng sốt" sau thất bại rất chi là đau đớn này. Danh tiếng của Karl XII bỗng chốc "nổi lên như cồn" sau một trận đánh, làm cho quân Thụy Điển trở thành quân đội mạnh nhất, không chỉ châu Âu mà là cả thế giới.

### Số thương vong

#### Thụy Điển
Số thương vong của họ phải nói là....rất nhỏ. Họ chỉ mất 667 lính và 1,247 lính bị thương.

#### Nga
Số thương vong của quân Nga nhiều hơn của Thụy Điển đến hơn 15 lần. 9,000 lính tử trận, trong đó có hơn 1,000 - 2,000 lính chết đuối khi cây cầu Kamperholm bị sập, hơn 20,000 bị thương. 20 sĩ quan bị bắt sống, nhiều chỉ huy chết trận. Thụy Điển còn thu giữ được khoảng 170 lá cờ, hiệu kỳ và cờ trung thành của địch. Pháo binh chịu tổn thất nặng nề nhất, với 173 pháo các loại bị Thụy Điển thu giữ, trong đó có khoảng 64 đại bác, 22 súng cối và khoảng 4,000 súng hỏa mai bị tịch thu.

## Hậu quả để lại

### Đối với Thụy Điển

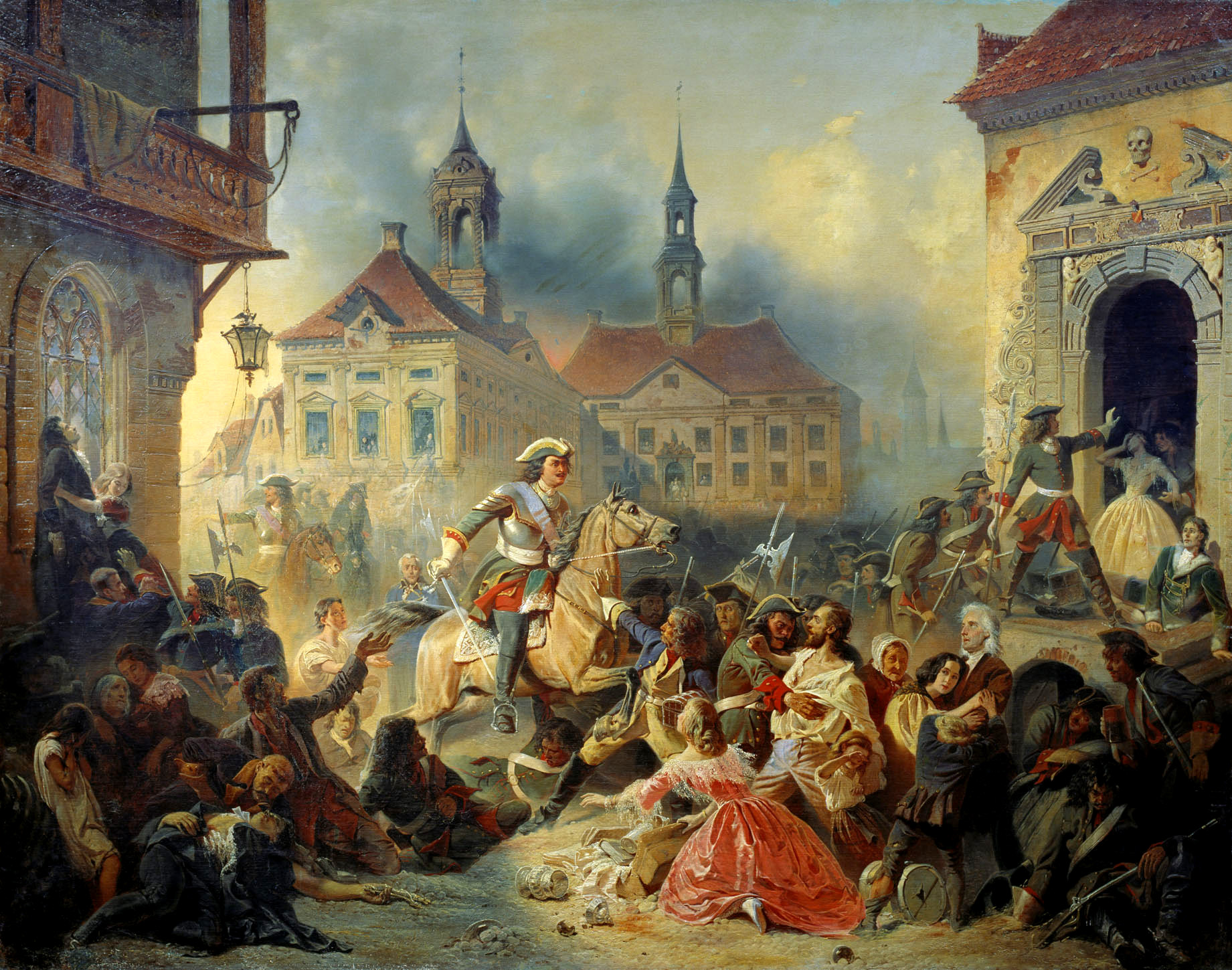
Pyotr I và quân Nga trả thù trong Trận Narva (1704).

Sau đại thắng Narva, Karl lại càng kiêu ngạo hơn trước kẻ thù của mình, nhất là Nga và vua Pyotr I. Điều đó dẫn tới việc Thụy Điển đã mất Narva 4 năm sau, vào năm 1704. Đáng nói hơn, quân đội Thụy Điển đã gần như bị phá sản trong Viễn chinh Nga - Thụy Điển, gần 8 năm sau trận Narva bởi kế sách "Vườn không nhà trống" của Pyotr và trận thua thê thảm Poltava (1709), làm cho Karl khi bỏ trốn sang Đế quốc Thổ Nhĩ Kỳ, hắn chỉ còn 600 quân trong tay. Cuối cùng, cũng chính sự kiêu ngạo của mình, Karl đã bỏ mạng trong cuộc viễn chinh Na Uy vào ngày 30 tháng 11 năm 1718, đúng 18 năm sau ngày đại thắng tại Narva. Từ đó, Thụy Điển sẽ không còn vị thế là một cường quốc nữa.

### Đối với Nga
Ông bà ta có câu: "Thất bại là mẹ thành công", có nghĩa là: "Thất bại là tiền đề, là nền móng của thành công." Sau thất bại này, vua Pyotr, quân đội Nga, và cả nước Nga đã anh dũng đứng lên. Họ đã lấy thất bại Narva năm ấy làm tiền đề cho những trận đánh về sau. Họ đã cố gắng làm lại từ đầu và cuối cùng, 4 năm sau, họ đã chiếm được Narva, rồi sau đó là những chiến thắng hiển hách trước quân Thụy Điển. Và rồi, đại thắng trong Trận Poltava đã chấm dứt sự bành trướng của vua Karl và quân Thụy Điển trên "xứ sở Bạch dương".

## Cuộc tấn công Narva lần hai (1704)
Bài chi tiết: Trận Narva (1704).
4 năm sau thất bại tại Narva năm 1700, lần này, với một quân đội vững mạnh hơn, Pyotr I đem quân tái chiếm nơi này để làm bàn đạp lấy lại tỉnh Ingria. Tướng Sheremetev trước đó đã chiếm được Tartu vào ngày 24 tháng 6 cùng năm, nên lần này, ông cùng nhà vua đem quân chiếm lại tòa thành này. Cuộc vây hãm bắt đầu vào ngày 9 tháng 8 năm 1704, với lực lượng gồm 20,000 quân để đấu lại quân Thụy Điển gồm 3,800 bộ binh và 1,300 kỵ binh trong thành. Cuối cùng, quân Nga đã chiếm được thành vào ngày 20 tháng 8 năm 1704, và giết một số người dân có ý chống đối vua Pyotr. Hàng trăm lính Thụy Điển bị bắt, họ mất 3,200 lính, viên tướng chỉ huy là Horn af Ranzien bị bắt. Quân Nga bị mất hơn 3,200 lính trong quá trình vây hãm.

## Công trình tưởng niệm

### Đài tưởng niệm của Nga
Nhân ngày kỷ niệm 200 năm trận Narva, ngày 30 tháng 11 năm 1900, nhân dân đã xây dựng một đài tưởng niệm trên ngọn đồi nhỏ nhằm tưởng nhớ những người lính Nga đã hy sinh trong trận đánh. Bề ngoài là một cái bệ làm bằng đá Granite, có cây thập giá bên trên. Trước mặt đài tưởng niệm có câu: "Tưởng nhớ những người lính Nga đã anh dũng hy sinh vào ngày 30 tháng 11 năm 1700".

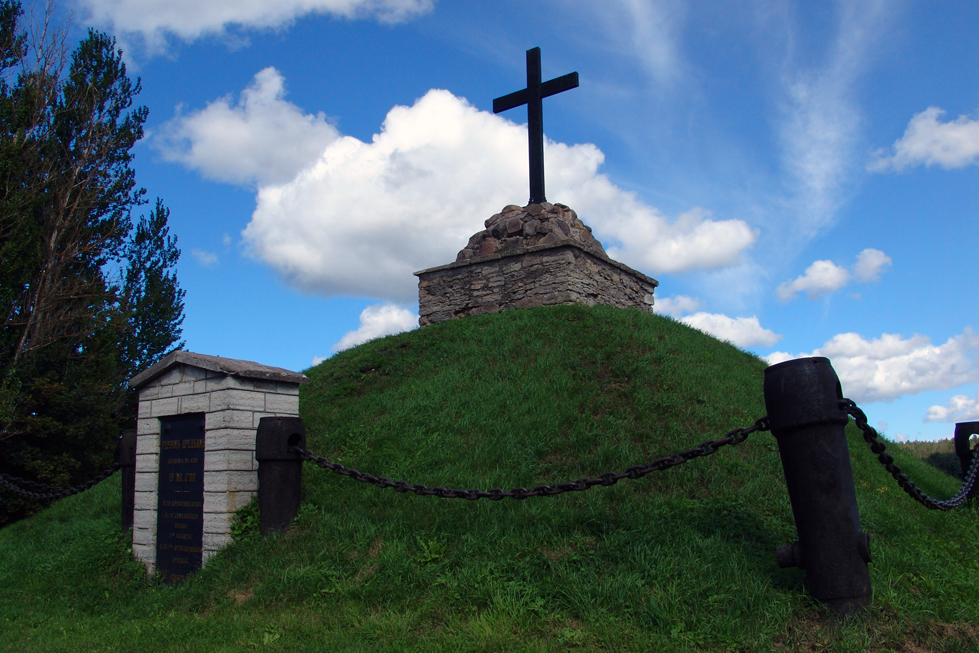
Đài tưởng niệm trận Narva năm 1700 trên chiến trường xưa của Nga.

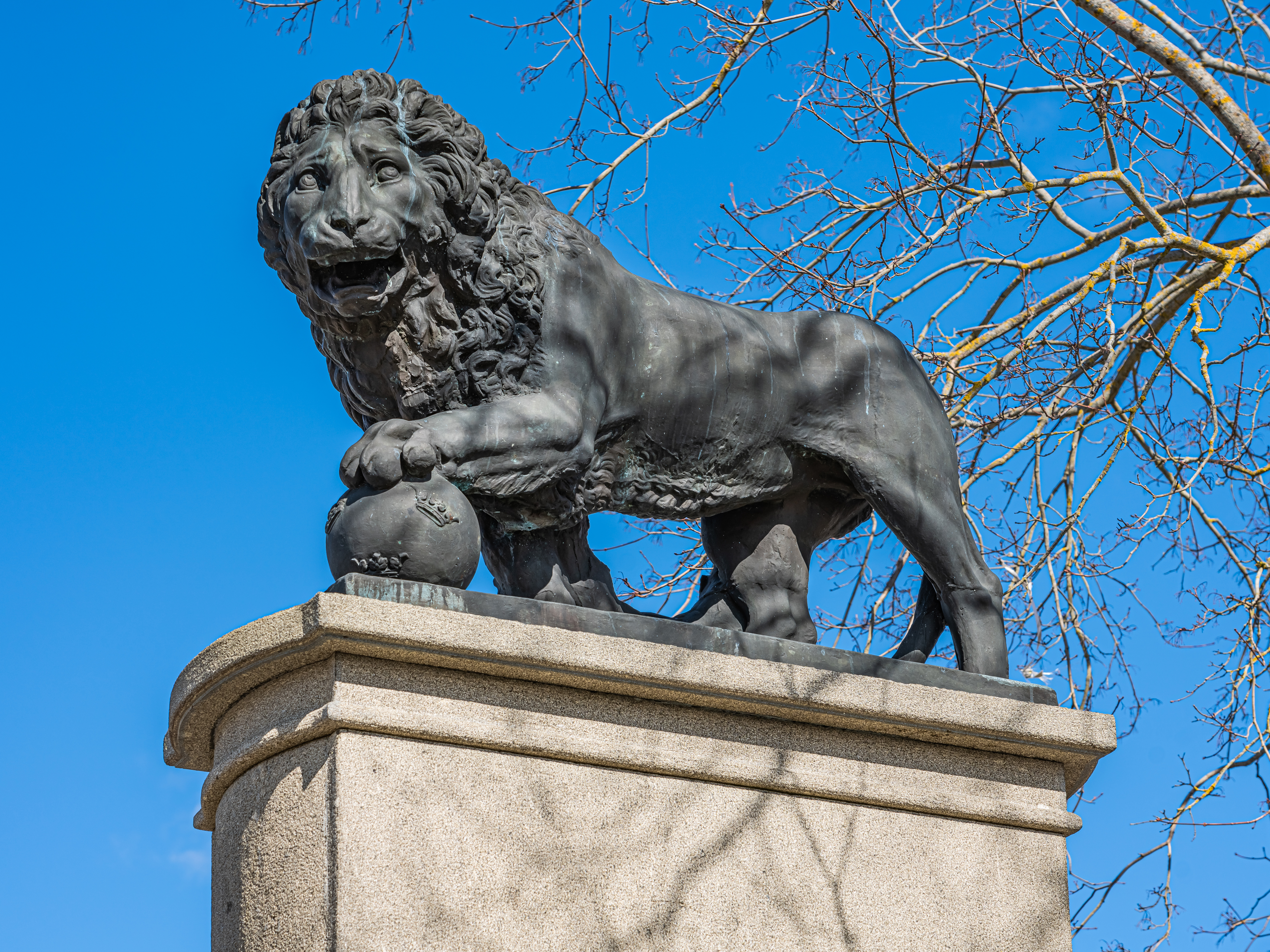
Đài tưởng niệm trận Narva năm 1700 của Thụy Điển.

### Đài tưởng niệm của Thụy Điển
Nhân kỷ niệm 300 năm đại thắng Narva của Thụy Điển, ngày 30 tháng 11 năm 2000, một đài tưởng niệm đã được dựng lên. Nó là một cột cao, làm từ đá Granite. Trên đỉnh là một con sư tử lớn, chân trái đang vuốt ve quả bóng khắc hình ba vương miện (Biểu trưng cho "Tam vương" của Thụy Điển). Đài tưởng niệm có khắc số La Mã "MDCC", tức là năm 1700 trên cột, và có thêm dòng chữ: "Svecia memor", có nghĩa là: "Thụy Điển ghi ơn".